# Pink Friday
Pink Friday er debut studiealbum af den amerikanske musiker Nicki Minaj, udgivet den 19. november 2010, ved Young Money Entertainment, Cash Money Records og Universal Motown. Det blev indspillet i forskellige studier, herunder i Detroit, Michigan, Los Angeles og Burbank. Minaj hyrede en række producenter, herunder Bangladesh , Blackout Movement , Drew Money, Eg, Papa begrundelse, JR Rotem , Swizz Beatz , T-Minus , will.i.am. Hendes musik inkorporerer hip hop, R & B og pop stilarter. Den indeholder gæstevokaler fra Eminem, Rihanna, Drake, will.i.am og Kanye West.
Albummet havde syv singler, herunder internationale hits "Super Bass" og "Fly", og de amerikanske Hot 100 hits "Your Love", "Right Thru Me" og "Moment 4 Life". Minaj støttede også Pink Friday med en fem-dages salgsfremmende koncertturné i løbet af oktober 2010.
Efter en meget forventede frigivelse som følge af Minajs omfangsrige fremhævede optrædener på singlerne af andre kunstnere, debuterede Pink Fridaysom nummer to på den amerikanske Billboard 200 med 375.000 solgte eksemplarer i sin første uge. Det opnåede i sidste ende pladsen som nummer et og tilbragte 73 uger på hitlisten. I juli 2013 er den solgt 1.895.000 eksemplarer i USA. Albummet kom i top 20 i Australien og Storbritannien, hvor den havde solgt 281.346 eksemplarer i april 2012. Albummet høstet Minaj tre Grammy Award-nomineringer for Best New Artist, Best Rap Performance for "Moment 4 Life" med Drake og en Best Rap Album nominering for Pink Friday ved det 54'ende Grammy Awards i 2012.

## Baggrund
Efter et stort budkrig mellem pladeselskaber, annoncerede Young Money Entertainment den 31. august 2009, at Minaj havde indgået en aftale med pladeselskabet, hvor hun bevarer og ejer alle hendes 360 rettigheder - herunder merchandising, sponsorater, påtegninger, turne og offentliggørelse. Sessions til albummet begyndte i 2009 med en tentativ udgivelse i andet kvartal af 2010. Minaj udtalte i et MTV interview, at "Married in the Club" blev sat til at være den ledende single fra albummet, og blev planlagt til udgivelse i november 2009. Planerne for single blev aflyst, og Minaj forklarede i februar 2010 i et interview med MTV, at hun havde skrottet den tidligere materiale og begyndte at optage igen fra bunden. Minaj forklarede, "Jeg har sange, hvor jeg er nu, de er ikke en stor repræsentation af mig til hvor jeg er på musikalsk. Jeg vil starte fra bunden, men jeg har min single og den vil komme ud."
Minaj talte om den store betydning af albummet for hende og alle kvinder i hip-hop i et interview med V103 Greg Street, med forklaringen; "De vil ikke underskrive med andre kvindelige rappere, fordi de vil sige, 'Hendes buzz var så skøre, og hvis hun ikke kunne gøre det, så kan ingen kan gøre det. Og jeg ønsker ikke, at det sker, så jeg gør det så godt for alle de piger. Jeg håber, at den succes, albummet-fordi jeg ved, det vil blive en succes, jeg tror det vil blive en succes, jeg håber at dette åbner dørene for alle pigerne overalt. Selv så langt som jeg er kommet lige nu, er det et testamente i mit sind" sagde hun. "Så jeg håber de kvindelige rappere vil forstå, hvor stor den er, bare for vores kultur, at albummet gør det godt."

## Optagelse og produktion
Indspilningerne til albummet fandt sted på flere optagelsesteder, herunder 25 Sound Studios i Detroit, Chalice Recording Studios i Los Angeles, og Glenwood Place Studios i Burbank, Californien. Hip-hop producer Swizz Beatz bekræftede hans samarbejde med Minaj for albummet, hvor Minaj beskrev en sang "Catch Me", som hun beskrev som "lunefuld" og "mellow futuristisk", som senere blev en bonus track på albummet. Minaj bekræftede også til Entertainment Weekly, at The Black Eyed Peas-medlem og pladeproducer will.i.am bidrog til produktionen til albummet. Hun erklærede i interviewet, at "Albummet er meget mere følelsesladet end du forventer, hvilket er en stor ting. Og jeg kender kvinder er vil forbinde sig med albummet så meget. Jeg følte i så mange år var jeg den pige, som var en iørefaldende lille rapper, og det er tid for mig nu, at fortælle min historie, og i at fortælle min historie, jeg virkelig fortæller enhver piges historie. Vi går alle igennem de samme ting. Så albummet bliver meget personligt for enhver kvinde."  Produceren Bangladesh bidrog også til albummet.

## Sange
| 1.  | "I'm the Best"                                | Onika Maraj, Daniel Johnson                                       | Kane Beatz                                         | 3:37 |
| 2.  | "Roman's Revenge" (featuring Eminem)          | Maraj, Kaseem Dean, Marshall Mathers, Trevor Smith                | Swizz Beatz                                        | 4:38 |
| 3.  | "Did It On'em"                                | Maraj, Seandrae Crawford, Ellington, Samuels                      | Bangladesh                                         | 3:32 |
| 4.  | "Right Thru Me"                               | Maraj, Stephen Hacker, Andrew Theilk                              | Drew Money                                         | 3:56 |
| 5.  | "Fly" (featuring Rihanna)                     | Maraj, Kevin Hissink, Jordan, Jonathan Rotem, Rishad              | J. R. Rotem, Kevin Hissink (additional production) | 3:32 |
| 6.  | "Save Me"                                     | Maraj, Warren Felder, Andrew Wansel                               | Oak, Pop Wansel                                    | 3:05 |
| 7.  | "Moment 4 Life" (featuring Drake)             | Maraj, Aubrey Graham, Nikhil Seetharam, Tyler Williams            | T-Minus                                            | 4:39 |
| 8.  | "Check It Out" (with will.i.am)               | Maraj, William Adams, Geoffrey Downes, Trevor Horn, Bruce Woolley | will.i.am                                          | 4:11 |
| 9.  | "Blazin'" (featuring Kanye West)              | Maraj, Kanye West, Theilk, Keith Forsey, Schiff                   | Drew Money                                         | 5:02 |
| 10. | "Here I Am"                                   | Maraj, Dean, Williams, Robbie Bronnimann                          | Swizz Beatz, John B (additional production)        | 2:55 |
| 11. | "Dear Old Nicki"                              | Maraj, Johnson                                                    | Kane Beatz                                         | 3:53 |
| 12. | "Your Love"                                   | Maraj, David Freeman, Joseph Hughes, Wansel, Felder               | Oak, Pop Wansel                                    | 4:05 |
| 13. | "Last Chance" (featuring Natasha Bedingfield) | Maraj, Natasha Bedingfield, Theilk                                | Drew Money                                         | 3:51 |

| 14. | "Girls Fall Like Dominoes" | Maraj, Rotem, Cordell, Furze | J. R. Rotem | 3:44 |
| 15. | "Super Bass"               | Maraj, Johnson, Ester Dean   | Kane Beatz  | 3:20 |

| 14. | "Super Bass"   | Maraj, Johnson, Dean                                         | Kane Beatz        | 3:20 |
| 15. | "Blow Ya Mind" | Hollemon, Mitchell, Maraj, Samuels, Thomas, Schofield, Nacht | BlackOut Movement | 3:41 |
| 16. | "Muny"         | Maraj, Wansel, Felder, Reddick, Geddis                       | Oak, Pop Wansel   | 3:47 |

| 17. | "Girls Fall Like Dominoes" | Maraj, Rotem, Millo Cordell, Robbie Furze | J. R. Rotem | 3:44 |

| 18. | "Roman's Revenge" (featuring Lil Wayne) | Maraj, Dwayne Carter, Jr., Dean, Smith | Swizz Beatz | 3:50 |

| 17. | "Wave Ya Hand" | Maraj, Dean | Swizz Beatz | 3:00 |
| 18. | "Catch Me"     | Maraj, Dean | Swizz Beatz | 3:56 |

| 17. | "Wave Ya Hand"                          | Maraj, Dean | Swizz Beatz | 3:00 |
| 18. | "Catch Me"                              | Maraj, Dean | Swizz Beatz | 3:56 |
| 19. | "Girls Fall Like Dominoes"              | Maraj, Rotem, Cordell, Furze | J. R. Rotem | 3:44 |
| 20. | "BedRock" (Young Money featuring Lloyd) | Dwayne Carter, Jr., Carl "Gudda Gudda" Lilly, Aubrey Drake Graham, Onika Maraj, Michael Stevenson, Jarvis Mills, Lucas Bogg, Sean Garrett | Kane Beatz  | 4:48 |

Sample credits
Adapted from album booklet.
- "Right Thru Me" contains samples of "Always With Me, Always With You" by Joe Satriani.
- "Check It Out" contains samples of "Video Killed the Radio Star" by The Buggles, and elements and samples of "Think (About It)" written by James Brown, performed by Lyn Collins.
- "Blazin" samples "Don't You (Forget About Me)", written by Keith Forsey and Steve Schiff, as performed by Simple Minds.
- "Here I Am" samples "Red Sky" by John B and Shaz Sparks.
- "Your Love" samples "No More I Love You's" by Annie Lennox.
- "Girls Fall Like Dominoes" contains samples from "Dominos" written by The Big Pink, and interpolations of "Trailar Load a Girls" written by Cleveland Browne, Greville Gordon and Whycliffe Johnson.